# Джимі Шиманскі
Джимі Шиманскі (ісп. Jimy Szymanski; нар. 15 вересня 1975) — колишній венесуельський тенісист.
Найвищу одиночну позицію світового рейтингу — 160 місце досяг 15 листопада 1999, парну — 187 місце — 19 червня 2000 року.
Здобув 2 одиночні та 2 парні титули.

## Юніорські фінали турнірів Великого шолома

### Одиночний розряд: 1 (1 поразка)
| Результат | Рік  | Турнір               | Покриття | Суперник     | Рахунок  |
| --------- | ---- | -------------------- | -------- | ------------ | -------- |
| Поразка   | 1993 | Вімблдонський турнір | Трава    | Резван Сабиу | 1–6, 3–6 |

## Фінали ATP Челленджер і ITF Ф'ючерс

### Одиночний розряд: 14 (8–6)
| Легенда              |
| -------------------- |
| ATP Челленджер (2–3) |
| ITF Ф'ючерс (6–3)    |

| Фінали за покриттям |
| ------------------- |
| Тверде (7–5)        |
| Ґрунт (1–1)         |
| Трава (0–0)         |
| Килим (0–0)         |

| Результат | В-П | Дата     | Турнір                 | Рівень     | Покриття | Суперник               | Рахунок                      |
| --------- | --- | -------- | ---------------------- | ---------- | -------- | ---------------------- | ---------------------------- |
| Перемога  | 1–0 | Чер 1996 | Щецин, Польща          | Челленджер | Ґрунт    | Нуно Маркес            | 2–6, 6–3, 6–3                |
| Перемога  | 2–0 | Бер 1998 | Філіппіни F1, Маніла   | Ф'ючерс    | Тверде   | Рішард Бростовіч       | 6–2, 6–1                     |
| Перемога  | 3–0 | Бер 1998 | Філіппіни F2, Маніла   | Ф'ючерс    | Тверде   | Солон Пеппас           | 6–3, 6–4                     |
| Поразка   | 3–1 | Жов 1999 | Талса, США             | Челленджер | Тверде   | Андре Са               | 2–6, 6–7                     |
| Поразка   | 3–2 | Жов 1999 | Даллас, США            | Челленджер | Тверде   | Андре Са               | 5–7, 6–4, 4–6                |
| Поразка   | 3–3 | Чер 2000 | Ешпіню, Португалія     | Челленджер | Ґрунт    | Томмі Робредо          | 4–6, 2–6                     |
| Перемога  | 4–3 | Жов 2000 | Талса, США             | Челленджер | Тверде   | Рамон Слюйтер          | 7–6(7–5), 6–7(5–7), 7–6(7–3) |
| Поразка   | 4–4 | Сер 2003 | США F24, Кеноша        | Ф'ючерс    | Тверде   | Равен Класен           | 3–6, 3–6                     |
| Поразка   | 4–5 | Вер 2003 | США F25, Клермонт      | Ф'ючерс    | Тверде   | Гленн Вейнер           | 3–6, 1–6                     |
| Перемога  | 5–5 | Вер 2003 | США F26, Коста-Меса    | Ф'ючерс    | Тверде   | Александер Влашкий     | 6–4, 7–6(7–3)                |
| Перемога  | 6–5 | Вер 2003 | США F27, Охай          | Ф'ючерс    | Тверде   | Александер Влашкий     | 7–5, 6–4                     |
| Перемога  | 7–5 | Жов 2003 | США F27A, Лагуна-Нігел | Ф'ючерс    | Тверде   | Роберт Їм              | 6–2, 6–4                     |
| Перемога  | 8–5 | Лип 2005 | Венесуела F2, Каракас  | Ф'ючерс    | Тверде   | Деян Цветковіч         | 6–7(5–7), 6–4, 6–2           |
| Поразка   | 8–6 | Сер 2006 | Венесуела F3, Валенсія | Ф'ючерс    | Тверде   | Мігель Гальярдо Вальєс | 3–6, 3–6                     |

### Парний розряд: 13 (4–9)
| Легенда              |
| -------------------- |
| ATP Челленджер (2–7) |
| ITF Ф'ючерс (2–2)    |

| Фінали за покриттям |
| ------------------- |
| Тверде (3–3)        |
| Ґрунт (1–6)         |
| Трава (0–0)         |
| Килим (0–0)         |

| Результат | В-П | Дата     | Турнір                           | Рівень     | Покриття | Партнер                   | Суперники                          | Рахунок                    |
| --------- | --- | -------- | -------------------------------- | ---------- | -------- | ------------------------- | ---------------------------------- | -------------------------- |
| Поразка   | 0–1 | Вер 1996 | Порту, Португалія                | Челленджер | Ґрунт    | Бернардо Мота             | Нуно Маркес Емануел Коуту          | 7–6, 3–6, 5–7              |
| Поразка   | 0–2 | Тра 1997 | Дрезден, Німеччина               | Челленджер | Ґрунт    | Сесіл Маміїт              | Марк Мерклейн Джефф Салзенстейн    | 6–7, 1–6                   |
| Поразка   | 0–3 | Жов 1997 | Ліма, Перу                       | Челленджер | Ґрунт    | Кріс Ґоссенс              | Маріано Худ Себастьян Прієто       | 2–6, 1–6                   |
| Поразка   | 0–4 | Вер 1998 | Санта-Крус-де-ла-Сьєрра, Болівія | Челленджер | Ґрунт    | Кеплер Орельяна           | Марсело Чарпентьєр Андрес Шнейтер  | 2–6, 3–6                   |
| Поразка   | 0–5 | Вер 1998 | Кіто, Еквадор                    | Челленджер | Ґрунт    | Кеплер Орельяна           | Адріану Феррейра Оскар Ортіс       | 3–6, 4–6                   |
| Перемога  | 1–5 | Лип 1999 | Гранбі, Канада                   | Челленджер | Тверде   | Кевін Кім                 | Харел Леві Ліор Мор                | 4–6, 6–1, 6–4              |
| Поразка   | 1–6 | Гру 1999 | Каракас, Венесуела               | Челленджер | Ґрунт    | Хосе де Армас             | Гастон Етліс Мартін Родрігес       | 4–6, 3–6                   |
| Поразка   | 1–7 | Січ 2000 | США F2, Алтамонте-Спрінгс        | Ф'ючерс    | Тверде   | Оскар Ортіс               | Джонатан Ерліх Харел Леві          | 3–6, 4–6                   |
| Перемога  | 2–7 | Кві 2000 | Сан-Луїс-Потосі, Мексика         | Челленджер | Ґрунт    | Хосе де Армас             | Жоселін Робішо Майкл Селл          | 5–7, 6–4, 6–2              |
| Поразка   | 2–8 | Сер 2004 | Манта, Еквадор                   | Челленджер | Тверде   | Ерік Нуньєз               | Маркуш Даніел Сантьяго Гонсалес    | 6–3, 2–6, 6–7(5–7)         |
| Поразка   | 2–9 | Лип 2006 | Венесуела F1C, Каракас           | Ф'ючерс    | Тверде   | Джоннатан Медіна-Альварес | Алехандро Кон Даміан Лістінгарт    | без гри                    |
| Перемога  | 3–9 | Жов 2007 | Венесуела F5, Каракас            | Ф'ючерс    | Тверде   | Хосе де Армас             | П'єро Луїзі Роберто Майтін         | 6–7(5–7), 7–6(8–6), [10–1] |
| Перемога  | 4–9 | Лис 2007 | Венесуела F7, Каракас            | Ф'ючерс    | Тверде   | Хосе де Армас             | Мігель Сісенія Луїс Давід Мартінес | 7–6(9–7), 7–6(7–4)         |

## Часовий графік результатів
| W | Ф | ПФ | ЧФ | #Р | КТ | К# | DNQ | A | NH |

### Одиночний розряд
| Турніри Великого шлему                 |     |     |     |     |     |     |     |     |       |     |    |
| Відкритий чемпіонат Австралії з тенісу |     |     |     |     |     |     |     |     | 0 / 0 | 0–0 | –  |
| Відкритий чемпіонат Франції з тенісу   |     |     |     | К1р |     |     | К2р | К1р | 0 / 0 | 0–0 | –  |
| Вімблдонський турнір                   | К3р |     |     |     |     |     | К1р | К3р | 0 / 0 | 0–0 | –  |
| Відкритий чемпіонат США з тенісу       |     | К1р | 1р  | 1р  |     | К2р | К1р |     | 0 / 2 | 0–2 | 0% |
| В-П                                    | 0–0 | 0–0 | 0–1 | 0–1 | 0–0 | 0–0 | 0–0 | 0–0 | 0 / 2 | 0–2 | 0% |
| Тур ATP Мастерс 1000                   |     |     |     |     |     |     |     |     |       |     |    |
| Відкритий чемпіонат Маямі з тенісу     |     |     | К1р | К1р |     |     |     |     | 0 / 0 | 0–0 | –  |
| В-П                                    | 0–0 | 0–0 | 0–0 | 0–0 | 0–0 | 0–0 | 0–0 | 0–0 | 0 / 0 | 0–0 | –  |